# Machaerota takeuchii
Machaerota takeuchii är en insektsart som beskrevs av Kato 1931. Machaerota takeuchii ingår i släktet Machaerota och familjen Machaerotidae. Inga underarter finns listade i Catalogue of Life.